# جيمس بيرش (سياسي)
جيمس بيرش هو سياسي كندي، ولد في 29 يوليو 1849، وتوفي في 6 ديسمبر 1941.